# Poecilochaetidae
Poecilochaetidae är en familj av ringmaskar. Poecilochaetidae ingår i ordningen Spionida, klassen havsborstmaskar, fylumet ringmaskar och riket djur. Enligt Catalogue of Life omfattar familjen Poecilochaetidae 29 arter. 
Kladogram enligt Catalogue of Life och Dyntaxa:
| Poecilochaetidae | \| \| Elicodasia \| \| \| \| \| \| Poecilochaetus \| \| \| \| |
|                  | \| \| Elicodasia \| \| \| \| \| \| Poecilochaetus \| \| \| \| |
|                  | Aberrantidae                                                  |
|                  |                                                               |
|                  | Apistobranchidae                                              |
|                  |                                                               |
|                  | Chaetopteridae                                                |
|                  |                                                               |
|                  | Heterospionidae                                               |
|                  |                                                               |
|                  | Magelonidae                                                   |
|                  |                                                               |
|                  | Spionidae                                                     |
|                  |                                                               |
|                  | Trochochaetidae                                               |
|                  |                                                               |
|                  | Uncispionidae                                                 |
|                  |                                                               |
|                  | Elicodasia                                                    |
|                  |                                                               |
|                  | Poecilochaetus                                                |
|                  |                                                               |

|  | Elicodasia     |
|  |                |
|  | Poecilochaetus |
|  |                |